# Конный спорт на летних Олимпийских играх 1980 — личная выездка

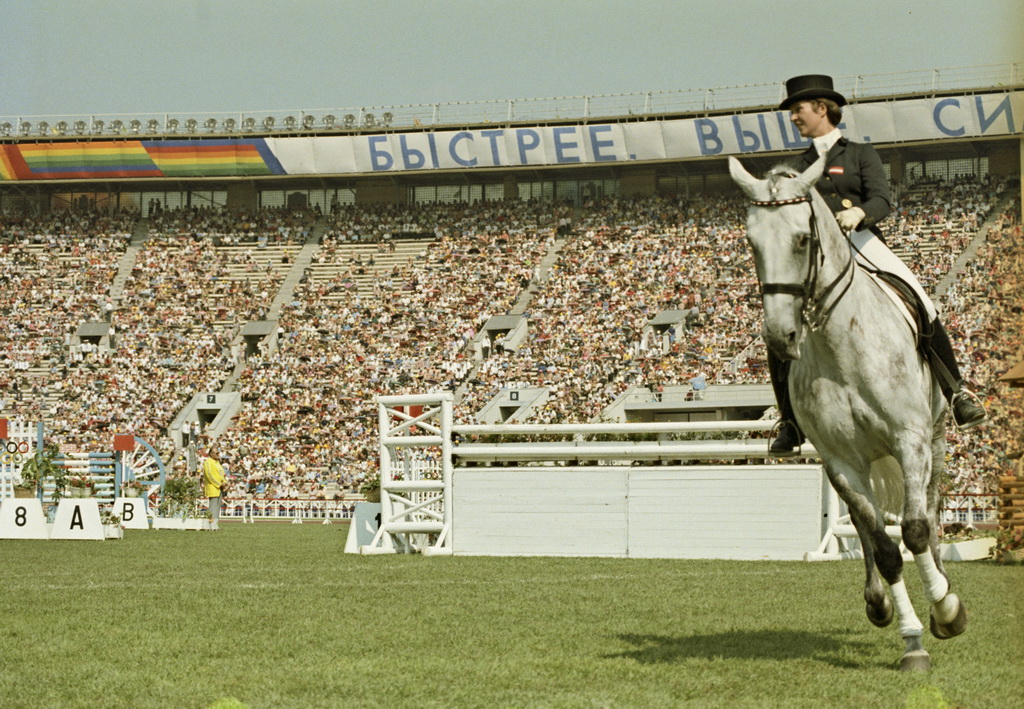
Элизабет Тойрер на Мон Шери, олимпийская чемпионка от Австрии

Соревнования по конному спорту в личной выездке на летних Олимпийских играх 1980 года прошли с 30 июля по 1 августа на конноспортивном комплексе «Битса». В них приняли участие 14 конников из 7 стран мира. В связи с массовым бойкотом со стороны стран Запада и выступлением многих стран под олимпийским флагом СССР добился приглашения сборных Болгарии, Польши и Румынии, чьи конники, однако, в индивидуальной выездке высоких результатов не добились.
Победу одержали 26-летняя австрийка Элизабет Тойрер и её ганноверский жеребец по кличке Мон Шери. Тойрер была единственным конником, имевшим опыт международных выступлений на высшем уровне. В розыгрыше Большого Приза она опередила на 35 очков советского спортсмена Юрия Ковшова, выступавшего на Игроке, и на 82 очков ещё одного советского спортсмена Виктора Угрюмова, выступавшего на Шквале. По итогам второго этапа, Специального Большого Приза, она увеличила отрыв на 90 и 136 очков соответственно от Ковшова и Угрюмова и стала олимпийской чемпионкой от Австрии. Ковшов и Угрюмов же завоевали титулы олимпийских чемпионов уже в командной выездке. Кроме них троих, только советская спортсменка Вера Мисевич и финка Кира Чюрклунд преодолели планку в 1000 очков.
Сам факт участия Элизабет Тойрер заставил президента Австрийской национальной федерации конного спорта подать в отставку, который был не согласен с решением Тойрер выступать на Олимпиаде в Москве. Золотая медаль Тойрер стала первой и единственной наградой высшего достоинства для Австрии на соревнованиях по конному спорту.

## Судьи
- Эрих Хайнрих
- Ютте Лемков
- Яп Пот
- Густав Нюблаус
- Тило Коппель

## Результаты
| Позиция | Спортсмен         | Жеребец    | Страна    | Время | Счёт |
| 1       | Элизабет Тойрер   | Мон Шери   | Австрия   | 7:44  | 1370 |
| 2       | Юрий Ковшов       | Игрок      | СССР      | 7:35  | 1300 |
| 3       | Виктор Угрюмов    | Шквал      | СССР      | 8:03  | 1234 |
| 4       | Вера Мисевич      | Плот       | СССР      | 7:53  | 1231 |
| 5       | Кира Чюрклунд     | Пикколо    | Финляндия | 8:02  | 1121 |
| 6       | Ангелаке Донеску  | Дор        | Румыния   | 7:20  | 960  |
| 7       | Георги Гаджев     | Внимателен | Болгария  |       | 881  |
| 8       | Светослав Иванов  | Алеко      | Болгария  |       | 850  |
| 9       | Петр Мандаджиев   | Счибор     | Болгария  |       | 846  |
| 10      | Юзеф Загор        | Гелиос     | Польша    |       | 804  |
| 11      | Петре Рошка       | Дербист    | Румыния   |       | 741  |
| 12      | Думитру Велику    | Децебал    | Румыния   |       | 720  |
| 13      | Эльжбета Морцинец | Сум        | Польша    |       |      |
| 14      | Ванда Вонсовская  | Дамаск     | Польша    |       |      |